# Viktóriya Bobeva
Viktoriya Bobeva –en búlgaro, Виктория Бобева– (20 de marzo de 1995) es una deportista búlgara que compite en lucha libre. Ganó una medalla de bronce en el Campeonato Europeo de Lucha de 2014.

## Palmarés internacional
| Campeonato Europeo | Campeonato Europeo | Campeonato Europeo | Campeonato Europeo |
| Año                | Lugar              | Medalla            | Categoría          |
| ------------------ | ------------------ | ------------------ | ------------------ |
| 2014               | Vantaa (Finlandia) | Medalla de bronce  | 58 kg              |